# Basílica de San Sebastián (Melilli)
La basílica de San Sebastiano es un lugar de culto ubicado en el plano de San Sebastiano de la plaza del mismo nombre junto a Via Iblea di Melilli.  Es la más grande de las iglesias de la ciudad, perteneciente a la archidiócesis de Siracusa, vicariato de Augusta-Melilli bajo el patrocinio de San Sebastiano, arcipreste de Melilli, parroquia de San Sebastiano.
Las formas arquitectónicas del lugar de culto se reproducen en las de la iglesia del mismo nombre en Middletown, en los Estados Unidos de América. Esto se debe al elevado número de Melillesi que emigraron al centro de Connecticut.

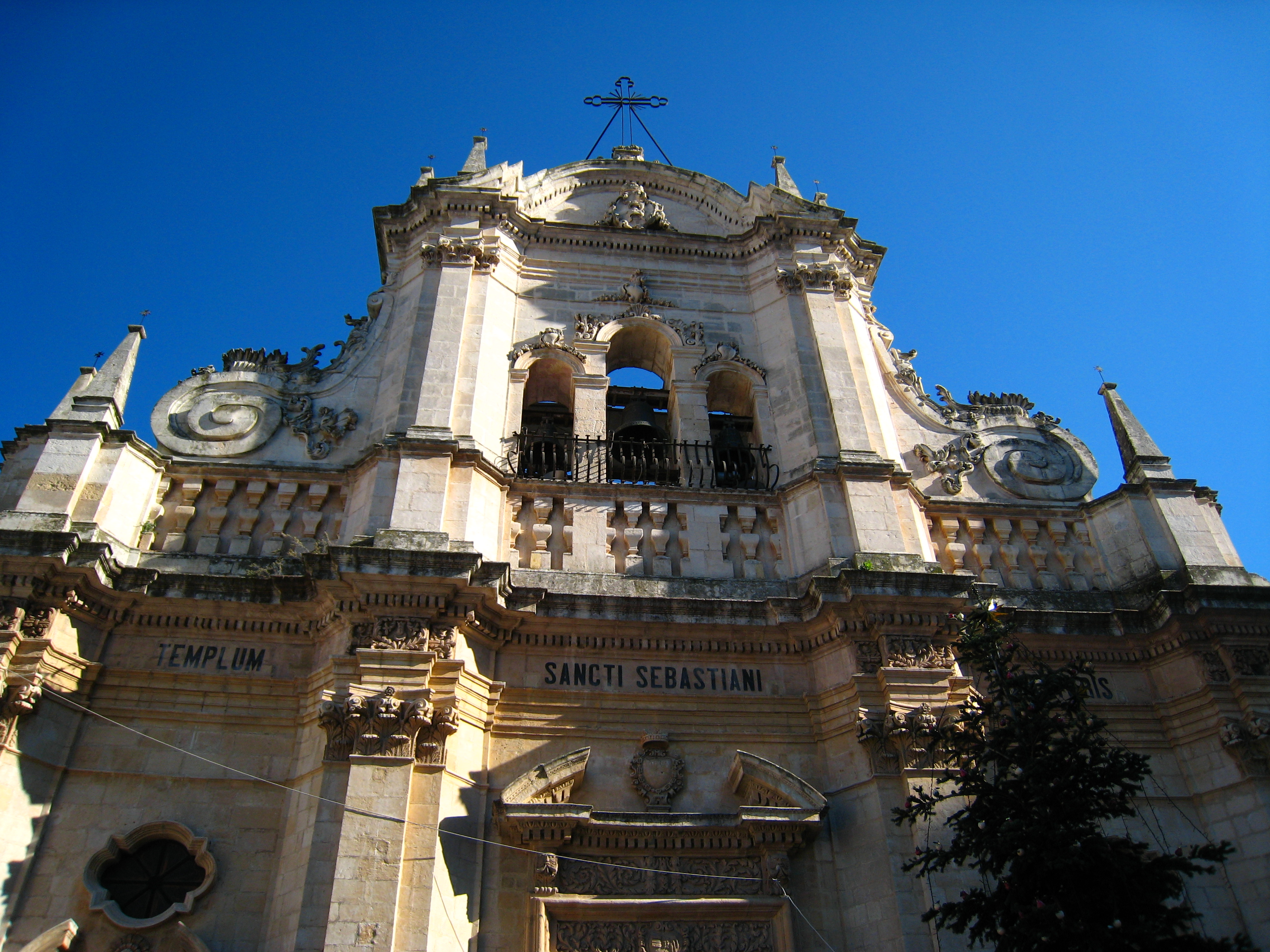
Fachada.

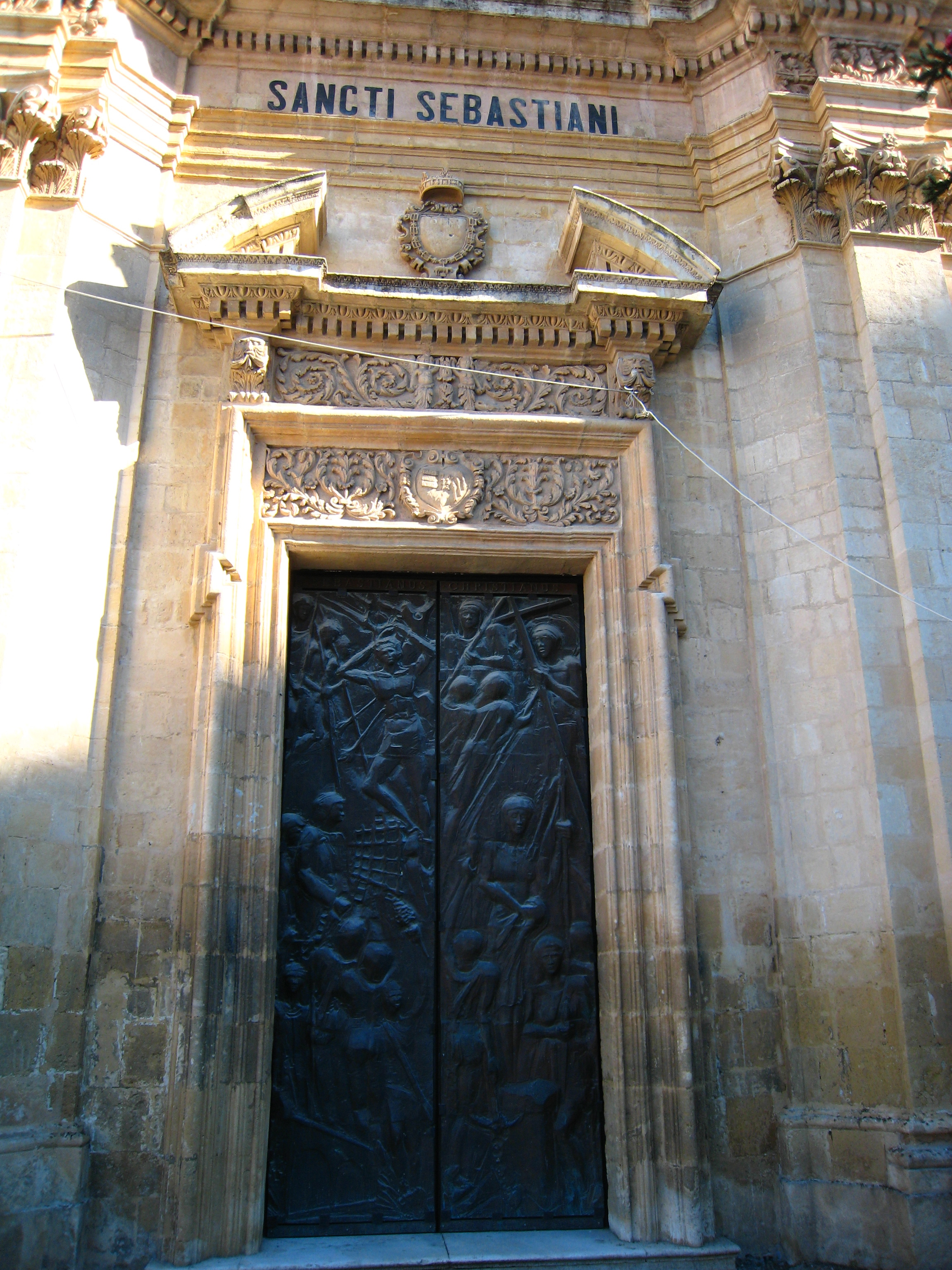
Portal.

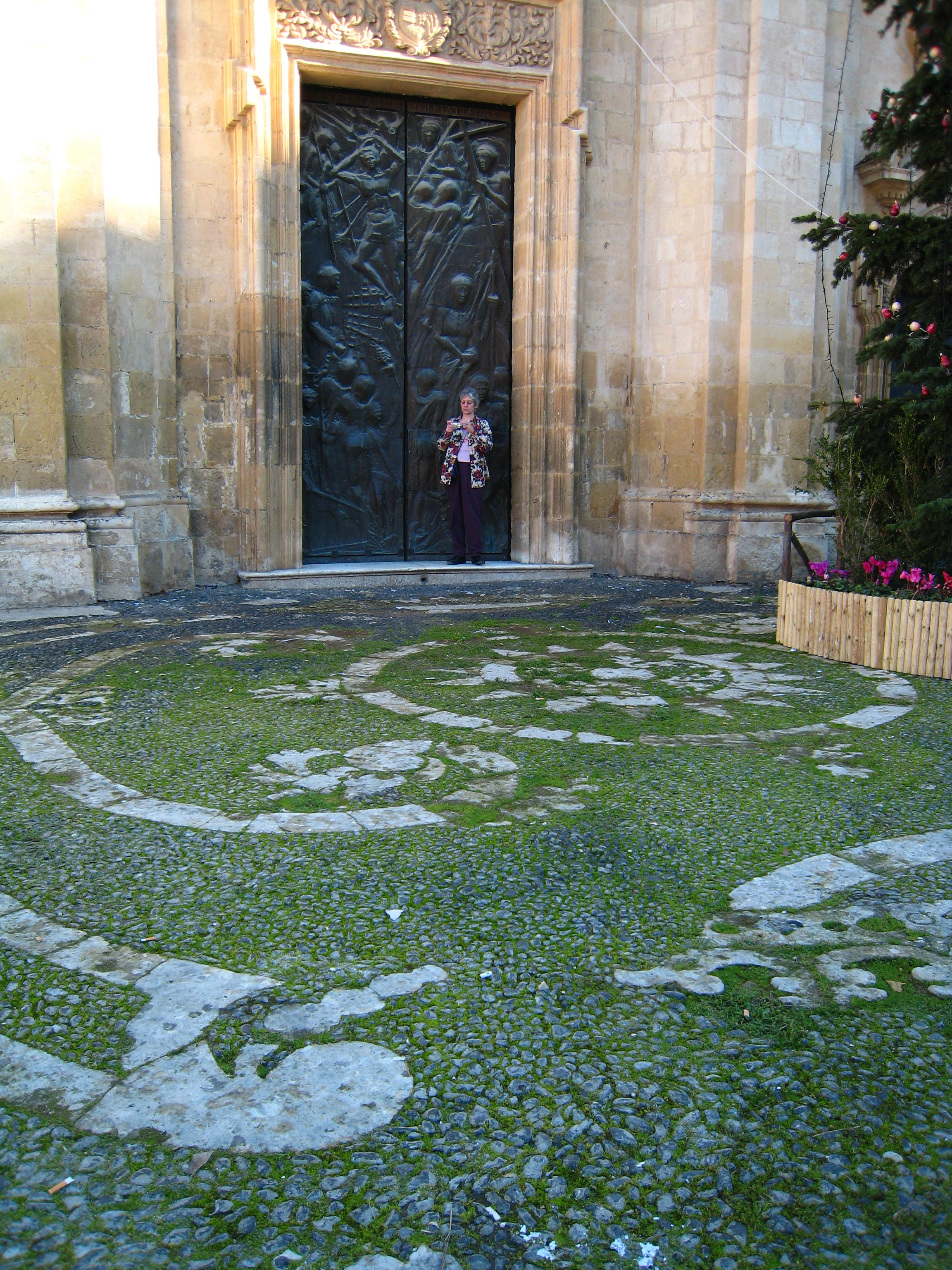
Cementerio.

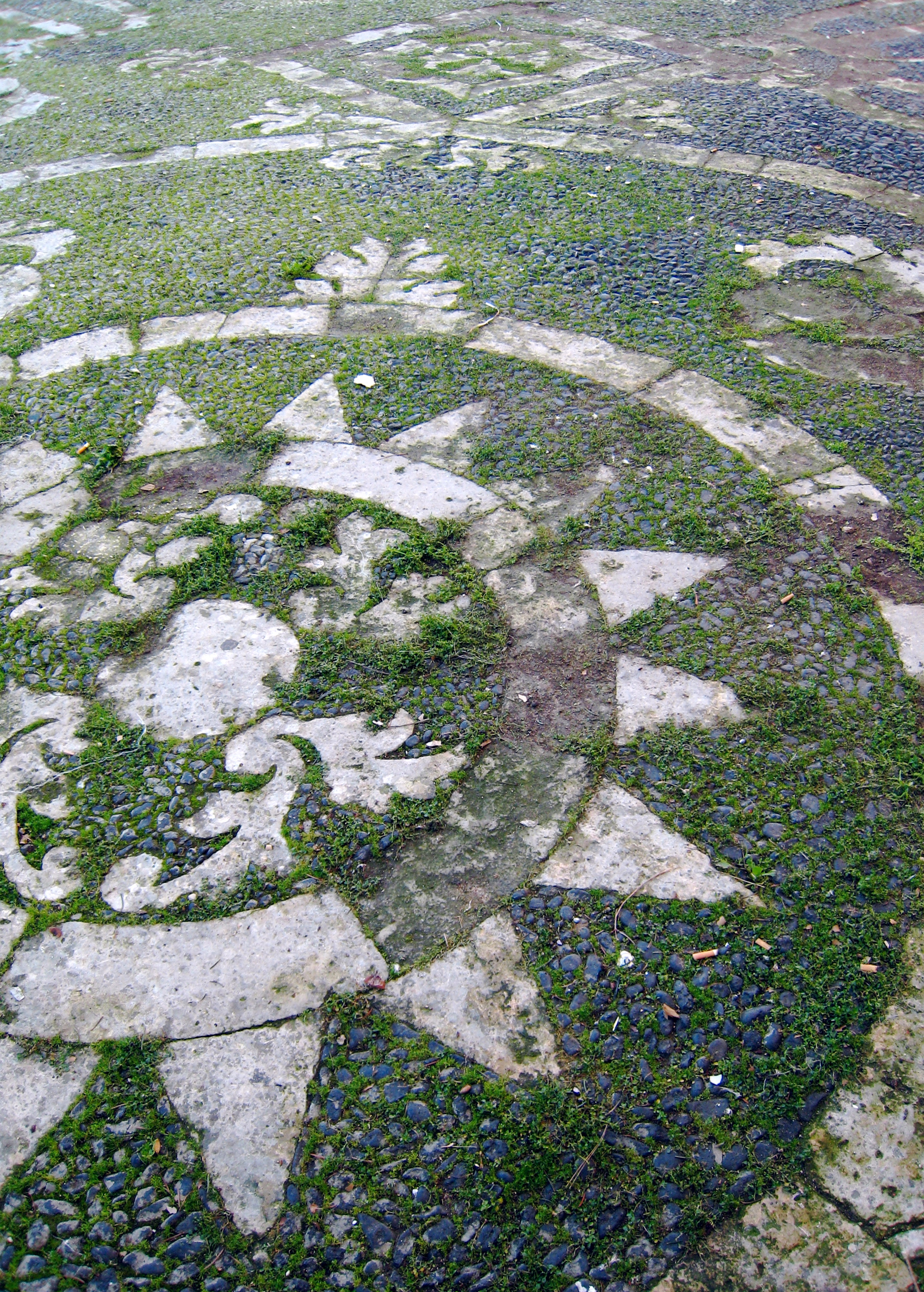
Cementerio.

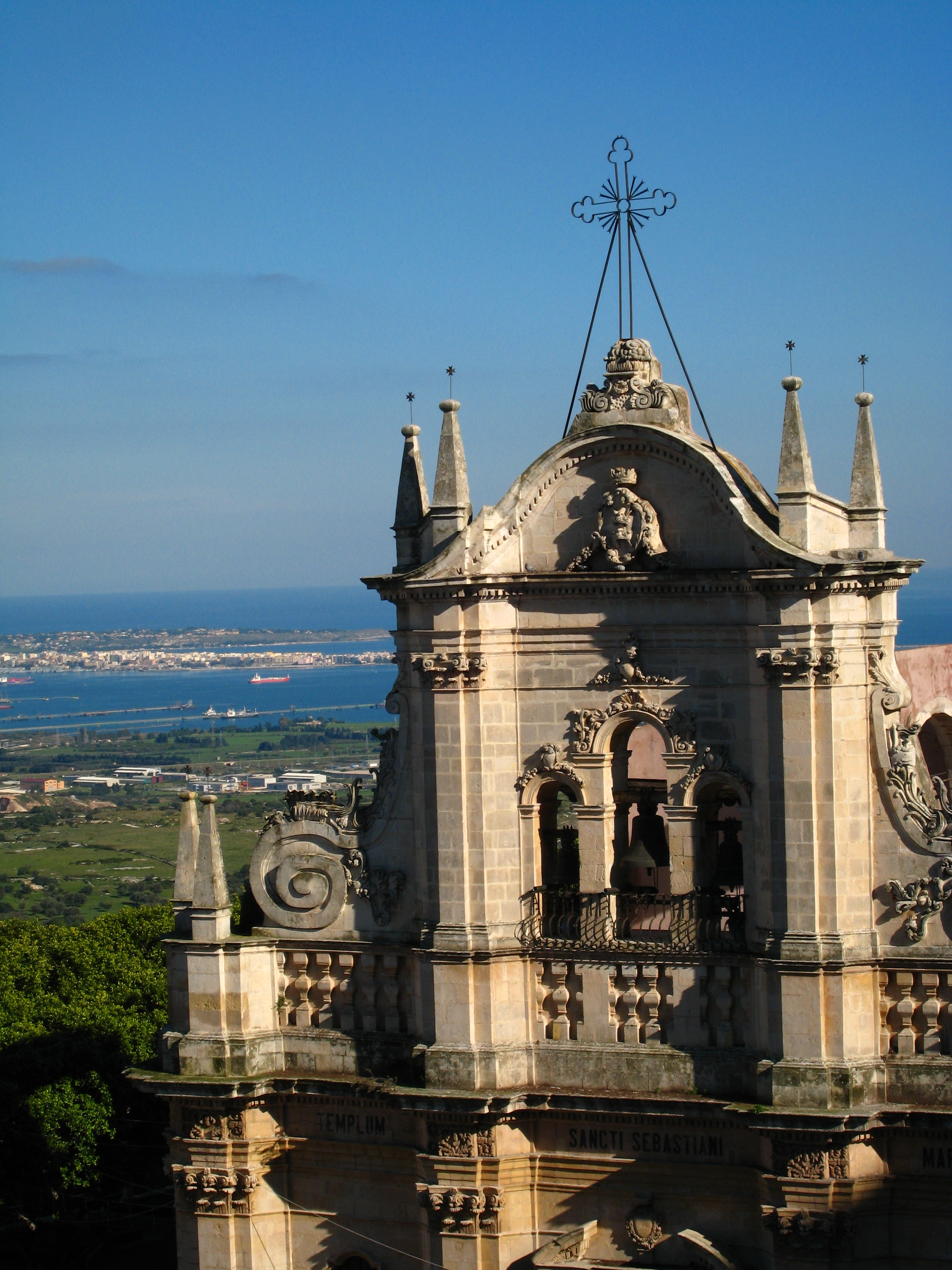
Celda de campana.

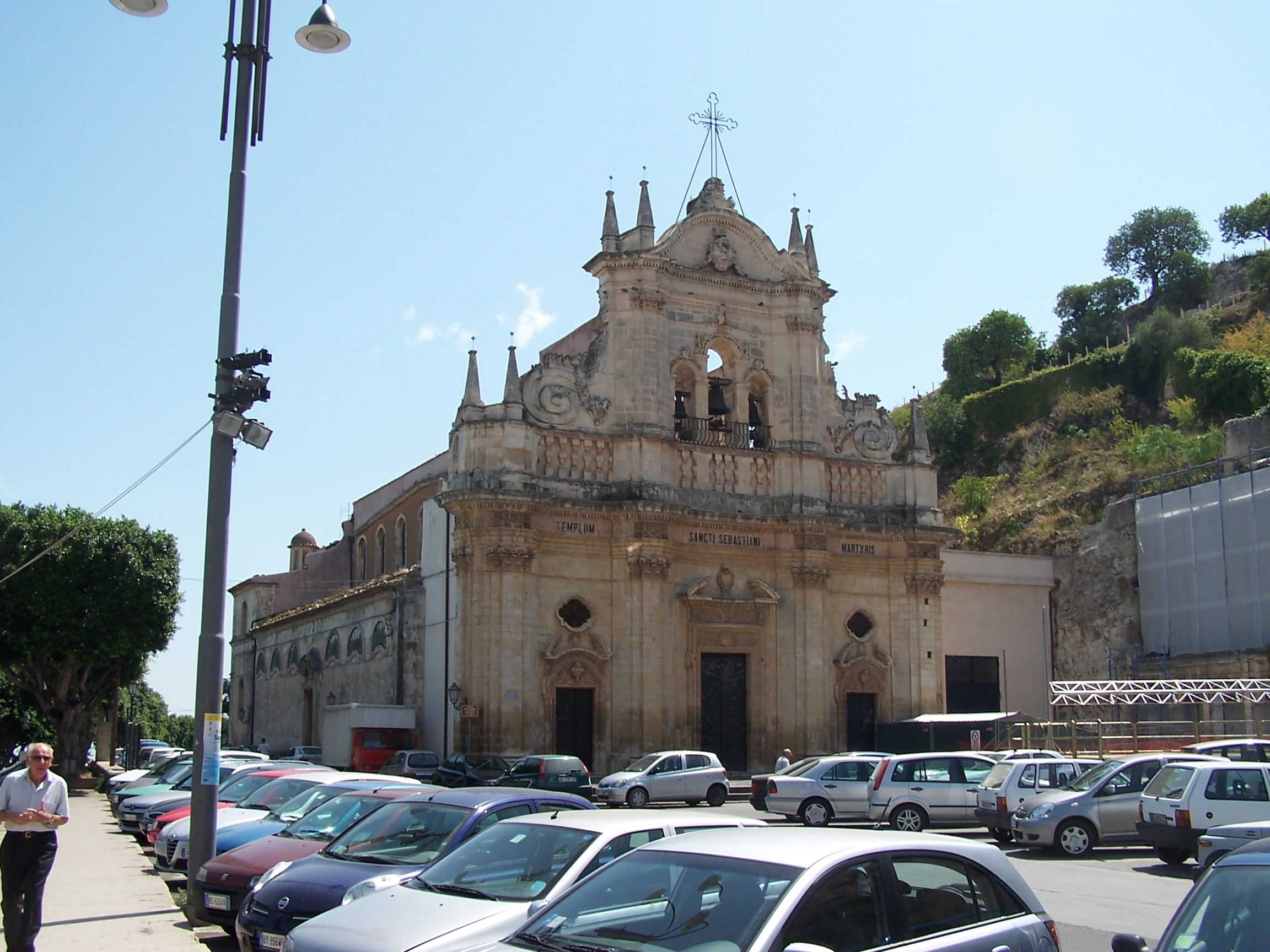
Vista general.

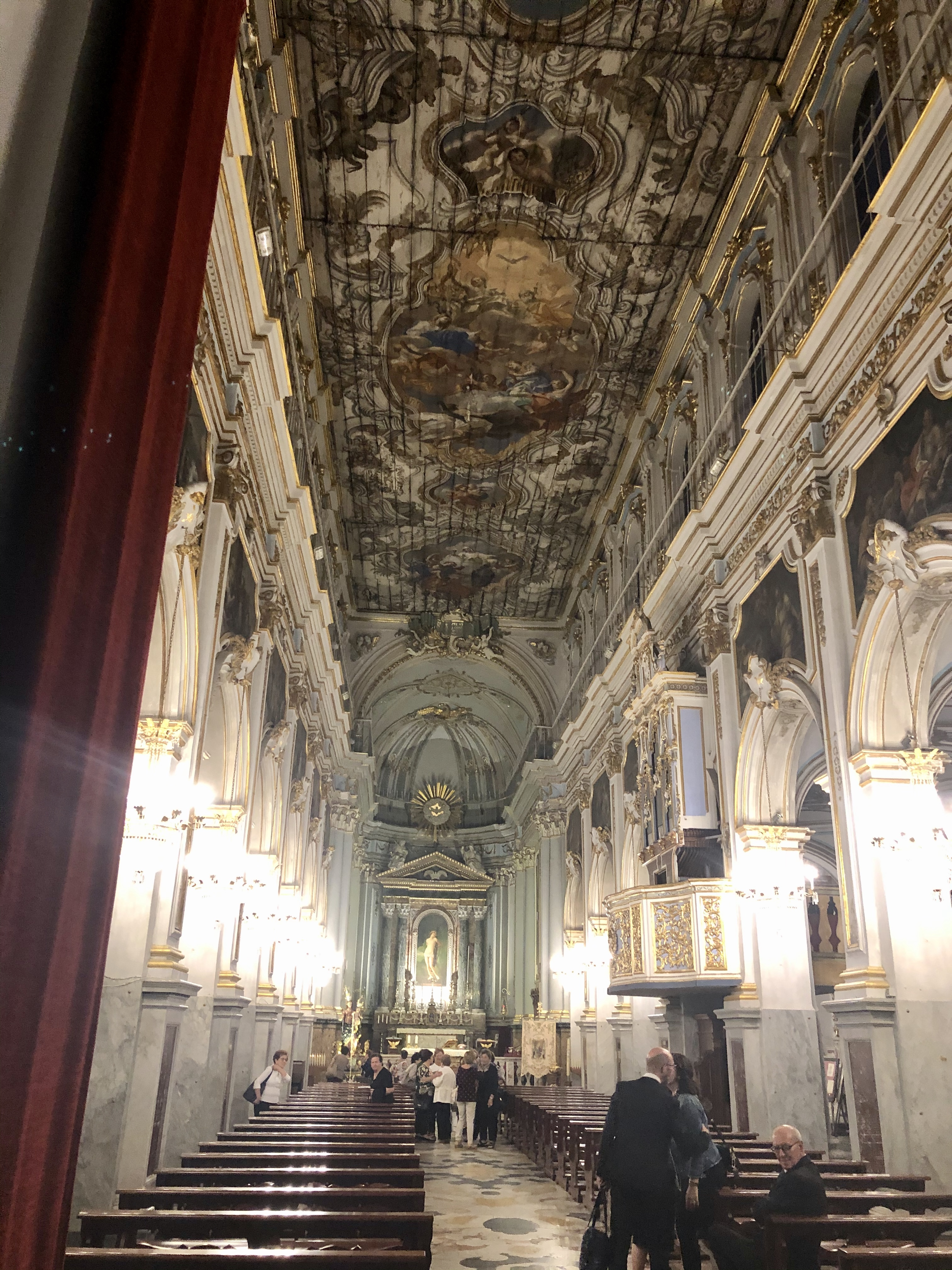
Nave.

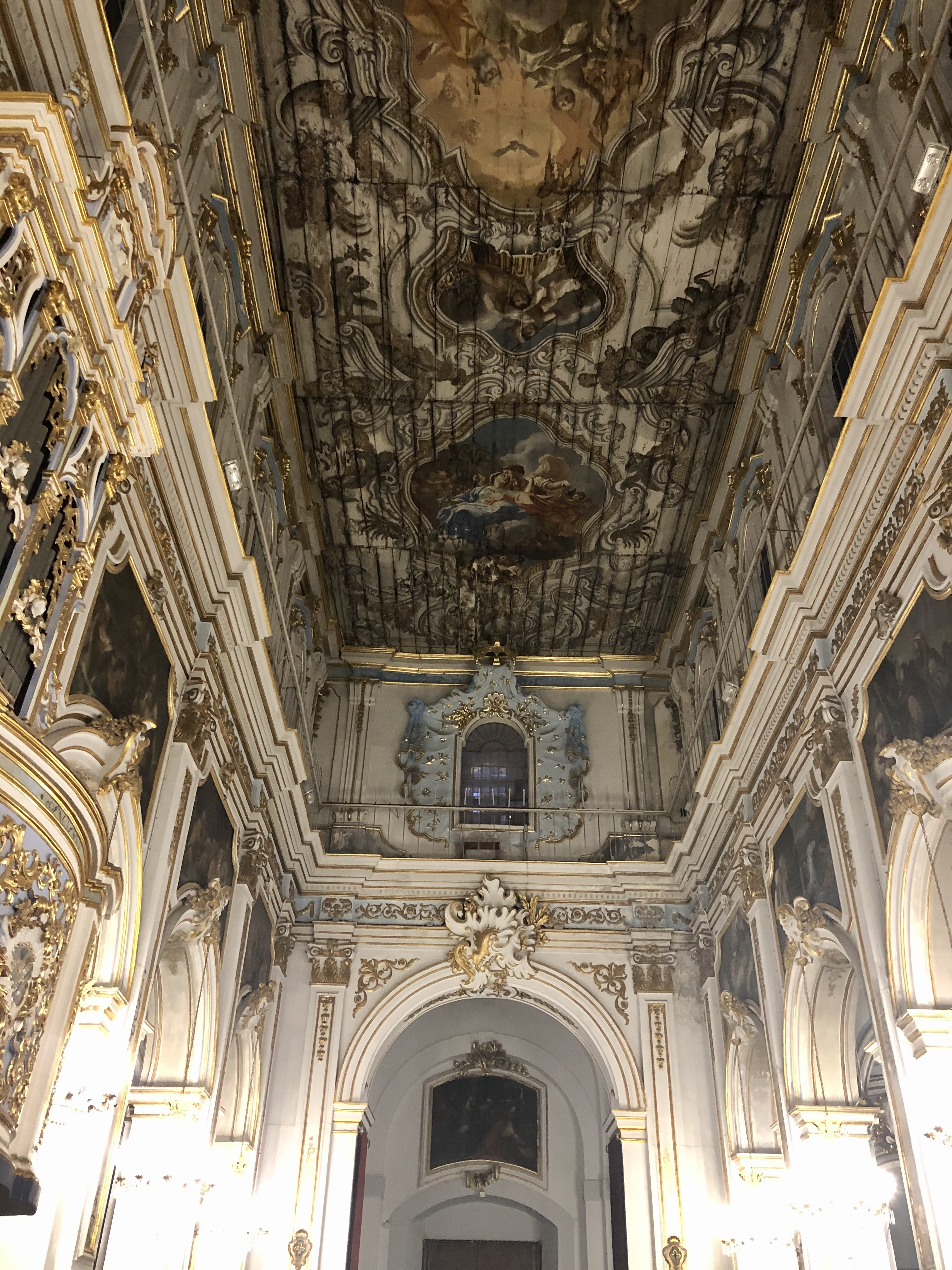
Contrafachada.

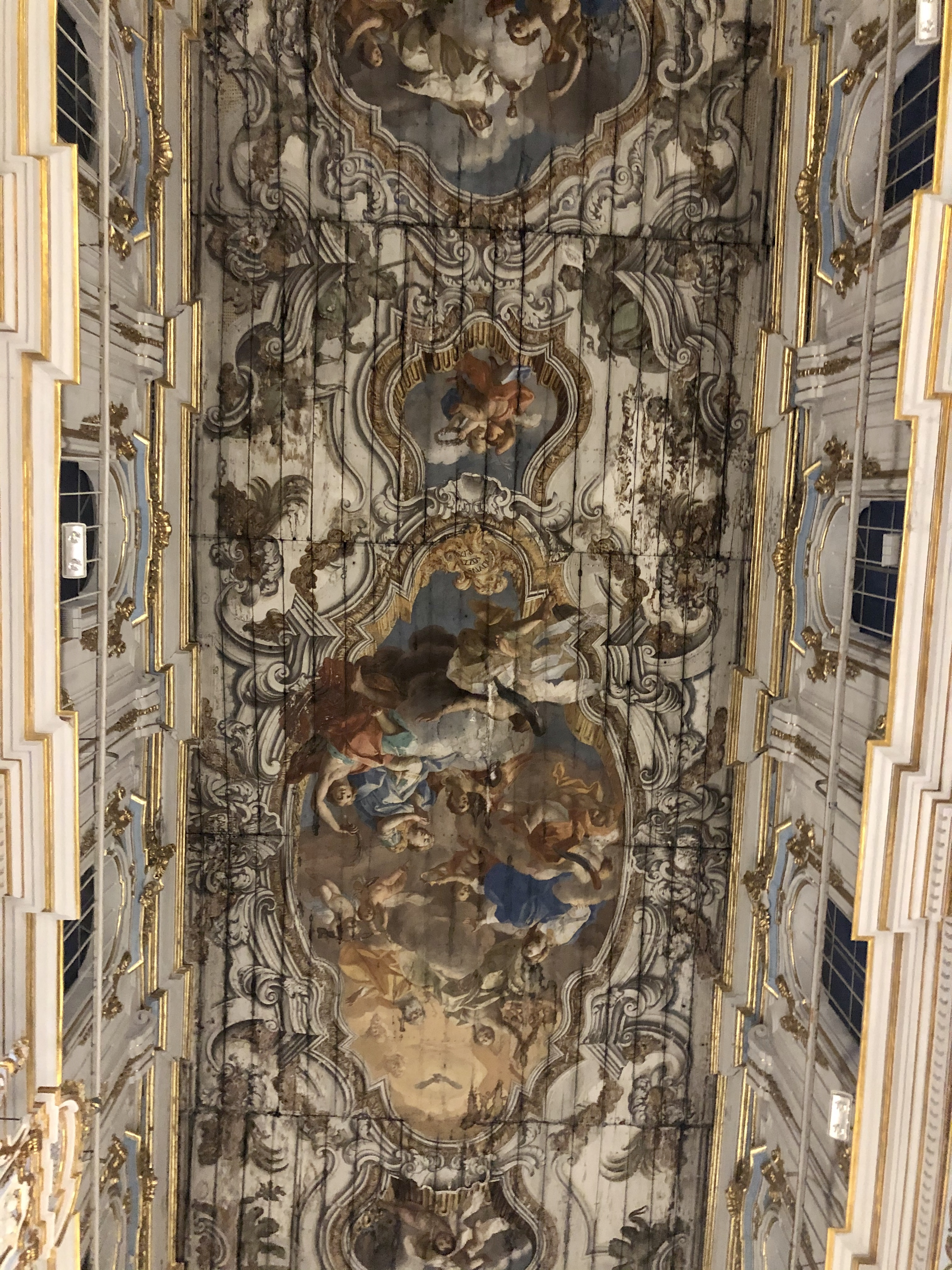
Techo.

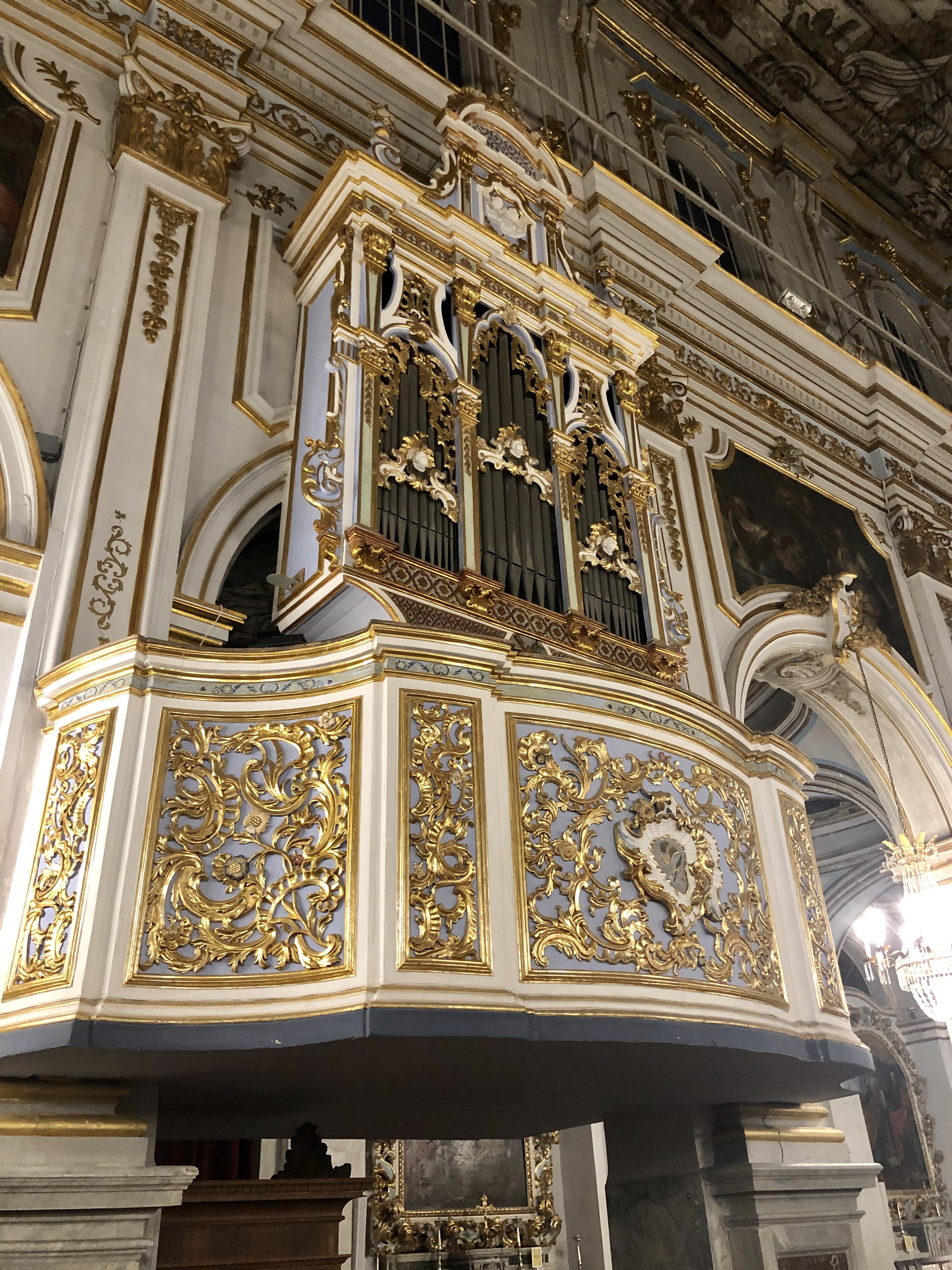
Coro y órgano.

## Historia

### Época aragonesa
- 1414 1 de mayo, Los melillenses introducen el simulacro en la ciudad.
- 1585, Origen de la "Feria del Ganado" realizada con motivo del aniversario (22 de abril - 9 de mayo).

### Época española
Templo primitivo. La primera iglesia, con la fachada orientada al norte, fue completamente destruida por el terremoto de 1693, sólo quedó intacto el simulacro de San Sebastiano. De la primitiva construcción construida a poca distancia del yacimiento rocoso de la Cueva de Carcarella,  situada en la parte trasera de la actual iglesia, sólo se conservan las columnas pertenecientes a las estructuras de la rectoría parroquial.
En 1718 parte de las estructuras fueron construidas por Girolamo Palazzotto.
Templo actual

### Época contemporánea
El 13 de diciembre de 1990 con el terremoto de Santa Lucía o terremoto de Carlentini de 1990 las estructuras fueron objeto de trabajos de mantenimiento y restauración.

## Fachada
El cementerio con motivos geométricos-florales de alto valor artístico está conectado con el nivel de la calle por dos escalones de piedra, adyacente a las estructuras ubicadas en el lado derecho, cerca de la colina, comienza la monumental Logia. La majestuosa fachada barroca, realizada en piedra de Giuggiolona, se divide en dos órdenes divididos en tres cuerpos. Una elaborada cornisa con ricas molduras separa los niveles, en la banda intermedia se encuentra la inscripción "TEMPLVM - SANCTI SEBASTIANI - MARTYRIS". Las tres portadas están delimitadas por elegantes marcos con decoraciones de festones fitomórficos, rematados por tímpanos de arco quebrado, las laterales presentan un escudo, rosetones con decoraciones radiales y una ventana de trazos mixtilíneos en posición intermedia. El arquitrabe central, rico en adornos de guirnaldas y pequeñas hermas, está rematado por un escudo de armas. Una balaustrada ciega delimitada por posibles obeliscos acroteriales se conecta al cuerpo central de segundo orden con espirales y rizos espejados. Una ventana de tres luces cumple la función de un campanario, todos los frisos y adornos adquieren connotaciones rococó. Una segunda cornisa sostiene el frontón curvilíneo también delimitado por prospectivos obeliscos acroteriales, una base con volutas sostiene la cruz apical de hierro forjado. El alzado de la fachada fue diseñado por el arquitecto siracusano Nicolò Sapia en 1762 y las obras fueron realizadas por los maestros albañiles sicilianos Luciano Alì y Carmelo Modanò.
Los tres portales de la fachada y el lateral fueron realizados en bronce por el escultor catanés Domenico Girbino. La principal porta una escena de martirio a través de flechas, las entradas más pequeñas se caracterizan por la presencia de los Símbolos del martirio: flechas, palma (martirio) y corona (lealtad).

## Interior
Planta de cruz latina dividida en tres naves mediante pilares, siete tramos con arcos de medio punto a cada lado, dos ábsides laterales sin crucero. La bóveda de la nave principal está adornada con pinturas realizadas entre 1759 y 1763 por Olivio Sozzi:  Gloria de San Sebastián y de la Santísima Virgen mediadora de todas las Gracias, dos medallones que representan el Triunfo de la Fe y Paz y Justicia, pinturas sobre lienzo aplicadas a la madera del techo. En los márgenes cuatro pinturas al temple que representan las virtudes cardinales: Prudencia, Justicia, Fortaleza y Templanza. Los remates de cada capilla lateral individual están cubiertos con pinturas al temple que representan las Virtudes: en la nave izquierda las alegorías Fortaleza, Virginidad, Devoción, Misericordia, Pureza y Obediencia. Nave derecha: Humildad, Gracia Divina, Fe, Contención, Castidad, Victoria y Constancia.

### Nave derecha
- Primer tramo: Capilla de los Santos Pedro y Pablo Apóstoles. Altar con cuadro que representa a los santos Pedro y Pablo, lienzo de un artista desconocido de Messina de 1773. Gorro con alegoría de la Humildad
- Segunda crujía: Capilla de Sant'Agata. Altar con cuadro que representa el Martirio de Santa Ágata, lienzo de Romualdo Formosa (probable alumno del maestro napolitano Francesco De Mura ) de 1765. Casquillo con alegoría de la Gracia divina.
- Tercer tramo: Capilla de San Vincenzo Ferrer. Altar con cuadro que representa el Milagro de San Vincenzo Ferrer, lienzo de Olivio Sozzi de 1752. Casquillo con alegoría de la Fe Católica.
  - Púlpito, coro, órgano.
- Cuarto tramo: Portón de acceso al Salón. En el capuchón está representada la alegoría de la Contrición .
- Quinto tramo: Capilla de la Maddalena. Altar con cuadro que representa a la Magdalena penitente, lienzo de Plácido Campolo de 1740.  Casquillo con alegoría de la Castidad.
- Sexto tramo: Capilla de los Santos Felipe y Santiago Apóstoles. Altar con cuadro que representa a los Santos Apóstoles Felipe y Santiago, lienzo de Letterio Paladino de 1740. Gorra con alegoría de la Victoria.
- Séptimo tramo: Capilla de la Deposición. Altar con cuadro que representa la Deposición o Piedad, lienzo de Plácido Campolo de 1745. Casquillo con alegoría de Constanza.

### Nave izquierda
- Primer tramo: Capilla del Santo Crucifijo. Altar caracterizado por una decoración de estuco que reproduce un dosel, en su interior se encuentra un Crucifijo bordeado de querubines. Desde el palio coronado, un primer par de querubines alados despliegan el manto con motivos florales, un segundo par de querubines sostiene y tiende el drapeado ampliado que cae en ricos pliegues, realzando la franja decorativa, que ocupa toda la pared creando un efecto escenográfico de Alto impacto artístico y visual. Tosello de Emanuele Flores y Pietro Sassi realizado en 1773. Casquillo con alegoría de la Obediencia
- Segundo tramo: Capilla de la Sagrada Familia. Altar con cuadro que representa a la Sagrada Familia, lienzo de Plácido Campolo de 1744. Casquillo con alegoría de la Pureza.
- Tercer tramo: Capilla de las Ánimas Purgativas. Altar con cuadro que representa a Cristo, la Virgen y las Almas Purgadoras, lienzo de Olivio Sozzi de 1754. Casquillo con alegoría de la Misericordia.
- Cuarto tramo: Portón de acceso, salida lateral. Techo con alegoría de la Devoción.
- Quinto tramo: Capilla de Nuestra Señora del Pilar. Altar con cuadro que representa a la Virgen del Pilar, lienzo de artista desconocido del siglo XVIII. Casquillo con alegoría de la Caridad.
- Sexto tramo: Capilla de Santa Lucía. Altar con cuadro que representa el Martirio de Santa Lucía, lienzo de Francesco Gramignani Arezzi de 1773. Casquillo con alegoría de la Virginidad.
- Séptimo tramo: Capilla de San Bartolomeo. Altar con cuadro que representa el Martirio de San Bartolomeo, lienzo de Antonio Filocamo de 1740. Casquillo con alegoría de la Fortaleza.

### Ábsides
- Ábside derecho: Capilla del Santísimo Sacramento. Ambiente delimitado por balaustrada, altar versus ábside con elevaciones delimitadas por amorcillos, templo rico en mármol con amorcillos y estatuas en la parte superior.
- Ábside izquierdo: Capilla de la Virgen del Rosario. Sobre el altar hay un cuadro que representa a la Virgen del Rosario con San Sebastián y Santos de la Orden de los Frailes Predicadores de Santo Domingo de Guzmán, lienzo de Antonio Madiona de 1701.

Sobre el arco del presbiterio se alza un águila portando un pergamino con la inscripción:

Este es el que ora mucho por el pueblo.

Presbiterio: Sala delimitada por balaustrada de mármol, coro de madera adosado a las paredes laterales, grandes reproducciones de Alinari que representan a San Sebastián predicando en las catacumbas y a San Sebastián ante el emperador Diocleciano, casquete decorado con aparatos de estuco y rayos .
- Altar mayor. El alzado del altar versus ábside está formado por un par de columnas pareadas rematadas por capiteles corintios que sostienen tímpanos superpuestos y quebrados, en su interior la representación de los símbolos del martirio : Corona y Palmas. Las dos estatuas que representan la Fe y la Fortaleza están colocadas en el cimacio del tímpano. En el frontal del altar de la cantina se encuentra la representación de la piadosa viuda Irene atendiendo al herido San Sebastián, una obra en mármol del escultor palermitense Ignazio Marabitti, todo el proyecto arquitectónico dirigido por su hijo, profesor y arquitecto, Domenico Marabitti.

En el edículo central se encuentra el cuadro que representa el Martirio de San Sebastián, copia del original de Olivio Sozzi destruido en 1946, obra de Giovanni Valenti da Niscemi 1992. El cuadro esconde la hornacina donde está colocada la estatua del bimártir. El venerado simulacro se revela durante los dos ciclos de celebraciones litúrgicas.

## Obras
Tapices de Francesco Gramignani Arezzi realizados en Catania en 1761, los artefactos representan varios episodios de la vida de Moisés.
- Moisés salvado de las aguas por la hija del Faraón.
- Moisés se educó en la corte del faraón.
- Moisés mata a un egipcio para defender a su compatriota.
- Moisés y la zarza ardiente.
- Moisés lleva la embajada de Dios al faraón.
- Moisés orando en la montaña con los brazos en alto.

Algunos de ellos no tienen los méritos artísticos de los primeros, por lo que es probable la intervención de ayudantes de taller:
- Dios habla con Moisés en el Sinaí.
- Paso del pueblo judío por el Mar Rojo.
- Moisés golpea la roca con su vara y saca agua.
- Becerro de oro adorado por los judíos.
- Los exploradores regresan de la tierra prometida trayendo sus ricos frutos.
- Muerte de Moisés.

Fercolo con pequeña cúpula sostenida por cuatro columnas, columna del martirio, objetos de plata realizados en 1768 por los hermanos Lo Giudice, plateros - orfebres de Messina. 

## Sacristía
La biblioteca alberga preciosos incunables y ricos muebles con incrustaciones. 
En la bóveda hay frescos de Sebastiano Lo Monaco que representan a los Profetas de 1788.
- San Sebastián consuela a Marcos y Marcelino en las catacumbas, pintado sobre lienzo por Olivio Sozzi.
- San Sebastián ante Diocleciano tras el martirio de las flechas, pintado sobre lienzo por Olivio Sozzi.
- San Sebastián y el segundo martirio de un autor desconocido del siglo pasado.
- San Sebastián cede la palabra a Zoe de un autor desconocido del siglo pasado.

## Partes
- 20 de enero dies natalis, Fiesta de San Sebastián. Funciones litúrgicas e itinerarios procesionales documentados.  
  - 3 y 4, 11 de mayo, Los Desnudos, tradicional homenaje devocional y ritos de veneración documentados. Funciones litúrgicas e itinerarios procesionales documentados.